# Johannes Nelles (Fußballspieler)
Johannes „Hannes“ Nelles (* 5. Februar 1965) ist ein ehemaliger deutscher Fußballspieler. Als Spieler von Alemannia Aachen kam der Abwehrspieler in den 1980er und zu Beginn der 1990er Jahre zu über 100 Spielen in der 2. Bundesliga.

## Sportlicher Werdegang
Nelles spielte in der Jugend bei Grün-Weiß Karken und Borussia Mönchengladbach, mit der er an der Seite von Mannschaftskapitän Hans-Georg Dreßen und Guido Kopp bei der B-Jugendmeisterschaft 1980/81 den Deutschen Meistertitel holte. Kurzzeitig war er anschließend wieder bei Grün-Weiß Karken aktiv, von wo der Manndecker 1983 in die A-Jugend von Alemannia Aachen wechselte. In der folgenden Spielzeit zog ihn der neu verpflichtete Trainer Werner Fuchs in den Kader der Wettkampfmannschaft, wo er beim 2:2-Unentschieden gegen die SG Union Solingen im September 1984 debütierte. Im Verlauf der Spielzeit 1984/85 schwankte er beim Aufstiegsaspiranten ebenso wie in der folgenden Saison zwischen Startformation und Ersatzbank, am vorletzten Spieltag der Spielzeit 1985/86 erzielte er mit der zwischenzeitlichen 2:0-Auswärtsführung beim 2:2-Remis bei Tennis Borussia Berlin sein einziges Zweitligator. In der ersten Hälfte der Spielzeit 1986/87 erneut kaum berücksichtigt avancierte er in der Rückrunde zur Stammkraft und bestritt 21 der 38 Saisonspiele, als die Alemannia als Tabellenfünfter die Saison beendete. Anschließend übernahm Diethelm Ferner den Trainerposten, unter dem Nelles zum erweiterten Stamm gehörte. Nach dessen Entlassung im Januar 1987 blieb er bis zum vorletzten Spieltag ohne weiteren Einsatz bei den Profis, ehe Peter Neururer ihn beim 3:1-Auswärtserfolg bei BVL 08 Remscheid kurz vor Abpfiff für Erik Wagner einwechselte. Im September 1988 spielte er sich erneut in die Mannschaft, ehe eine Rote Karte bei der 1:3-Niederlage beim 1. FSV Mainz 05 eine Zwangspause bewirkte. Anschließend kehrte er jedoch in die Stammelf zurück, bis zum Ende der  Spielzeit 1988/89 hatte er 27 Ligaspiele bestritten. Dabei war er unter Rolf Grünther, der den im April vom FC Schalke 04 abgeworbenen Neururer ersetzt hatte, Stammspieler gewesen, rückte aber unter diesem zu Beginn der folgenden Spielzeit wieder aus der Startformation. Erst der türkische Trainer Mustafa Denizli verschaffte ihm in der folgenden Spielzeit in der zweiten Saisonhälfte etwas Spielzeit, am Ende stieg er mit dem in finanziellen Schwierigkeiten steckenden Klub, der sich deswegen sukzessive von einigen Leistungsträgern hatte trennen müssen, jedoch in die drittklassige Oberliga Nordrhein ab. Dort lief er in der Spielzeit 1990/91 nochmals in 16 Spielen auf, als Vizemeister hinter dem FC Remscheid misslang jedoch der direkte Wiederaufstieg. Nach insgesamt 129 Ligaspielen verließ er 1991 den Klub.
Nelles schloss sich dem Viertligisten Preussen Krefeld an, mit dem er im Sommer 1992 an der Seite von weiteren Ex-Profis wie Christoph Budde, Klaus-Dieter Dieckmann oder Detlef Dezelak in die Oberliga Nordrhein aufstieg. 1993 beendete er dort seine aktive Laufbahn.
Später lief Nelles, mittlerweile wieder in Mönchengladbach wohnhaft, noch für die Alemannia-Traditionself auf.